# Jan Thomée
Johannes (Jan) Thomée (Delft, 4 december 1886 – aldaar, 1 april 1954) was een Nederlands voetballer, die zestienmaal uitkwam voor het Nederlands voetbalelftal en daarin in totaal zestien doelpunten maakte.
Thomée was huisarts van beroep, met een eigen praktijk in zijn geboorteplaats Delft. Hij maakte zijn debuut voor Oranje op 21 december 1907 in de met 12-2 verloren wedstrijd tegen Engeland. De aanvaller werd op zijn dertiende lid van SDO. Na de fusie in 1901 streek hij neer bij Concordia, een toentertijd elitaire vereniging met een liberaal accent.
Delftse Jan was mateloos populair in Delft en omstreken. Zijn bijnaam luidde Het Kanon van Delft, want hij 'had een geweldig schot in de lenige onderdanen, waarmee hij doelpunten aan de lopende band scoorde', zo heette het. DSV Concordia werd in die dagen veelal aangeduid als De Club van Thomée. In het seizoen 1914-1915 kwam Thomée uit voor landskampioen HVV uit Den Haag.
Zijn kleinzoon Hadriaan van Nes won als roeier een zilveren medaille bij de Olympische Spelen van Mexico (1968). Zijn achterkleindochter Eeke van Nes (tevens Hadriaans dochter) won als roeister medailles bij de Olympische Spelen van Atlanta (1996) en Sydney (2000).
In 1899, hij was toen 13 jaar, meldde hij zich als volgt aan bij DSV Concordia:
Meneer,
Ondergetekende wenscht in de Delftsche voetbal en cricket club Concordia te komen.
Hoogachtend,
J. Thomée
Het jaar daarop debuteerde hij al in het eerste en op 21-jarige leeftijd in het Nederlands Elftal. In 1908 maakte hij deel uit van het olympisch voetbalelftal, dat in Londen de bronzen medaille veroverde. Van 1907 tot 1912 kwam hij 16 keer voor Oranje uit en maakte hij evenzovele doelpunten.
Na zijn actieve voetbalcarrière heeft hij tot zijn overlijden in 1954 als medisch adviseur van de KNVB gewerkt. Vanwege zijn grote verdiensten werd hij in 1929 tot Bondsridder benoemd. Jan Thomée was een voetballer met een verwoestende schotkracht. Deze dankte hij aan zijn eindeloze trapoefeningen tegen een zandzak. Het verhaal gaat, dat zijn kanonskogels dwarslatten vermorzelden, netten doorkliefden en keepers gebroken handbeentjes bezorgden. Terwijl de verhitte bal veelal in een emmer ijswater moest afkoelen. Zijn bijnaam was dan ook "Het Kanon van Delft" en in het Belgenland ”Jan Poef”.
Hoewel vele clubs uit de hoogste afdeling hem graag willen inlijven, bleef hij op een korte HVV periode na DSV Concordia trouw. Zijn clubliefde ging zover, dat hij in de natte periode in alle vroegte met zijn onafscheidelijke assistent Willem Jongeneelen aan de pomp stond om het drassige veld bespeelbaar te maken. Maar het liefst testte hij nieuwkomers op hun voetbalkwaliteiten. Daarvoor had hij een trucje door hen eerst op goal te zetten. Zijn filosofie in deze was kronkelig, maar oprecht. Hij meende namelijk, dat een goede voetballer aan zijn keeperswerk te herkennen is.
Jan Thomée bleef tot zijn 57ste voetballen en is 18 jaar (1919-1937) voorzitter van DSV Concordia geweest. Vanwege zijn grote verdiensten voor de club werd hij in 1938 tot erevoorzitter benoemd. Dat hij niet alleen in het voetbal excelleerde, bewees hij door in de top 3 van de Delftse Tennis Bond (D.T.B) door te dringen. Van deze in 1927 opgerichte vereniging maakte hij deel uit van het eerste bestuur. Jan Thomée was in hart en nieren amateur, een pure liefhebber. Hij was dan ook fel gekant tegen professionalisering van de voetbalsport. Het betalen van spelers vond hij ridicuul.